# جولیان لوسنج
جولیان لوسِنج فعال برجسته حقوق بشر از جمهوری دموکراتیک کنگو است که به‌طور ویژه به دفاع از قربانیان خشونت‌های جنسی در مناطق جنگی می‌پردازد. او از بنیانگذاران و رئیس سازمان «همبستگی زنان برای صلح و توسعه جامع» (SOFEPADI) بوده و همچنین مدیریت «صندوق زنان کنگو» (FFC) را بر عهده دارد. تلاش‌های خستگی‌ناپذیر او برای احقاق حقوق زنان در مناطق بحران‌زده، الهام‌بخش بسیاری در سطح بین‌المللی بوده است.
او در سال ۲۰۱۸ جایزه حقوق بین‌الملل زنان را از اجلاس ژنو برای حقوق بشر و دموکراسی دریافت کرد. پیش از این، در سال ۲۰۱۶، او موفق به کسب جایزه ژینتا ساگان از سازمان عفو بین‌الملل شده بود. همچنین، او جایزه حقوق بشر را از سفارت فرانسه دریافت نموده و توسط دولت فرانسه به عنوان شوالیه لژیون افتخار منصوب شد. در سال ۲۰۲۱، او به عنوان یکی از برندگان جایزه بین‌المللی زنان شجاع انتخاب گردید.

## خبرنگار رادیو
جولیان لوسنج در سال ۱۹۹۸، همزمان با آغاز جنگ داخلی، به عنوان روزنامه‌نگار در شرق جمهوری دموکراتیک کنگو (DRC) فعالیت می‌کرد. او مجری یک برنامه رادیویی بشردوستانه بود که اطلاعات مربوط به سلامت و حقوق بشر را به روستاییان مناطق دورافتاده منتقل می‌کرد. لوسنژ در سراسر شرق جمهوری دموکراتیک کنگو سفر کرد و با زنان گفت‌وگو کرد تا از زندگی آن‌ها گزارش دهد و داستان‌هایشان را در برنامه‌های رادیویی خود پخش کند. با گذشت زمان، زنان شروع به توصیف خشونت‌های جنسی هولناکی کردند که یا شاهد آن بودند یا خود قربانی آن شده بودند. لوسنژ به ثبت این سوءاستفاده‌ها پرداخت و به‌صورت علنی، خشونت علیه زنان را محکوم کرد.

## فعال حقوق بشر

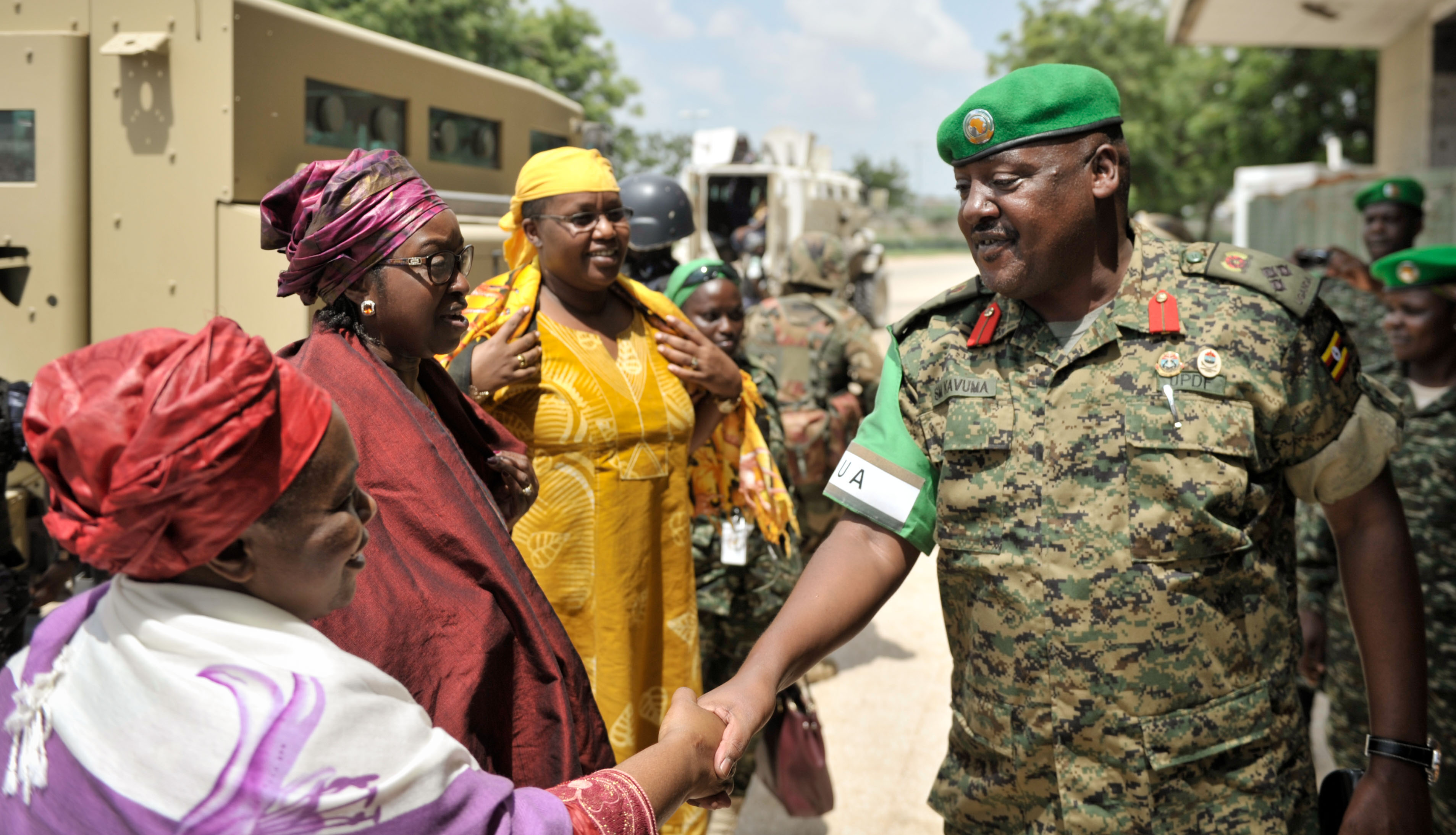
دست دادن با یک سرباز در موگادیشو

لوسنج و ۲۲ فعال دیگر که از خشونت جنسی علیه زنان در کشورشان خشمگین بودند، در سال ۲۰۰۰ سازمان «سوفِپادی» (SOFEPADI) را تأسیس کردند. این گروه با هدف جلب توجه نهادهای بین‌المللی فعال در منطقه، از جمله سازمان ملل متحد، به مسئله خشونت مبتنی بر جنسیت شکل گرفت. برنامه‌های آن‌ها شامل کمک به بازماندگان برای بهبودی پس از ضربه‌های روحی، راهنمایی آن‌ها در سیستم قضایی و پیگیری مجازات عاملان تجاوز جنسی بود.
در سال ۲۰۰۷، لوسنژ سازمان غیرانتفاعی دیگری به نام «صندوق زنان کنگو» (FFC) را راه‌اندازی کرد که از گروه‌های حقوق زنان در کنگو حمایت می‌کرد و به آن‌ها در جذب کمک‌های مالی از اهداکنندگان بین‌المللی یاری می‌رساند. هدف از ایجاد این نهاد مالی، پر کردن شکاف بین حامیان بین‌المللی و طرح‌های پیشنهادی زنان محلی بود.
لوسنج، شریک ارشد پروژه جدید DRC با موضوع مسایل رسانه ای برای زنان است، یک سازمان غیرانتفاعی که تمرکز اصلی آن پر کردن شکاف دیجیتال برای زنان و دختران منزوی در جوامع فقیر و مناطق دورافتاده آفریقا است که به اطلاعات مربوط به حقوق خود دسترسی ندارند و در معرض خطر خشونت مبتنی بر جنسیت و عمیق‌تر شدن فقر هستند. کارهای حمایتی لوسنج به فراتر از مرزهای DRC گسترش یافت. او در کمیته مشورتی بین‌المللی توقف تجاوز جنسی و خشونت جنسیتی در مناطق درگیری و دچار جنگ فعالیت دارد و نایب رئیس اتحادیه بین‌المللی زنان برای صلح و آزادی (WILPF) است.
در سال ۲۰۲۰، سازمان جهانی بهداشت (WHO) لوسنج را به عنوان رئیس مشترک (در کنار Aïchatou Mindaoudou) یک کمیسیون مستقل هفت نفره برای بررسی ادعاهای استثمار و سوء استفاده جنسی توسط امدادگران در طول شیوع ابولا در سال ۲۰۱۸ در جمهوری دموکراتیک کنگو (DRC) منصوب کرد.

## جوایز و تقدیر

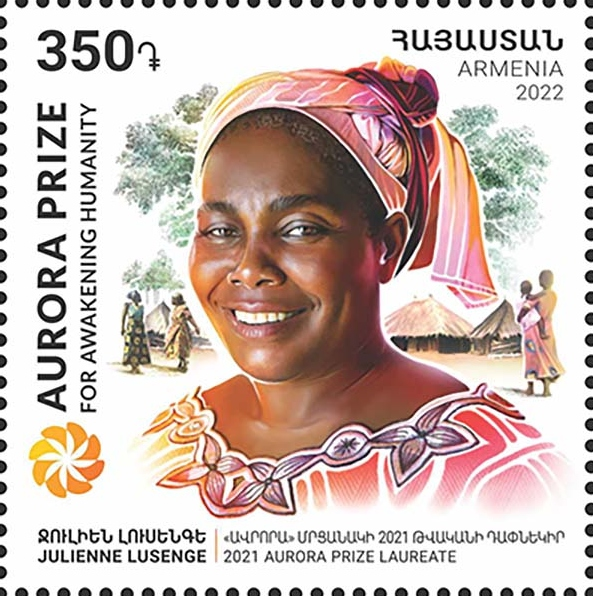
لوسنج بر روی تمبر ۲۰۲۲ ارمنستان

### جایزه بین‌المللی حقوق زنان
لوسنج برای کار خود در سطح بین‌المللی شناخته شده است. در سال ۲۰۱۸، گروهی متشکل از ۲۵ سازمان حقوق بشری، جایزه بین‌المللی حقوق زنان در سال ۲۰۱۸ را در اجلاس ژنو برای حقوق بشر و دموکراسی به لوسنج اعطا کردند. او این جایزه را در مراسمی که در ۲۰ فوریه ۲۰۱۸ در مقر سازمان ملل در ژنو برگزار شد، دریافت کرد و در آنجا در مقابل ۷۰۰ حضار سازمان ملل سخنرانی کرد. دیپلمات‌ها، فعالان حقوق بشر و روزنامه نگاران. 'ام‌اس. هیلل نویر، مدیر اجرایی دیده‌بان سازمان ملل، گفت که لوسنج برای این جایزه «به دلیل فداکاری فداکارانه اش به حقوق بشر زنان کنگو در میان وحشت جنگ، و صدایی برای بی صداها» انتخاب شد.

### جایزه ژینتا ساگان
صندوق جینتتا ساگان (GSF) به افتخار ژینتا ساگان که یک فعال حقوق بشر آمریکایی بود و عمدتاً به خاطر همکاری با عفو بین‌الملل شناخته می‌شد، ایجاد شد. GSF سالانه ۲۰۰۰۰ دلار برای (تجلیل و کمک به زنان برجسته از سراسر جهان که زندگی میلیون‌ها نفر را به سوی بهتر شدن تغییر می‌دهند" اعطا می‌کند. همراه با کمک مالی ۲۰۰۰۰ دلاری، از لوسنج دعوت شد تا با GSF به ایالات متحده سفر کند تا داستان خود را در مورد مبارزه با نقض حقوق بشر به اشتراک بگذارد.

### جوایز دولت فرانسه
لوسنج در سال ۲۰۱۲ جایزه حقوق بشر را از سفارت فرانسه دریافت کرد. لوسنج همچنین در سال ۲۰۱۳ توسط دولت رسمی فرانسه به عنوان شوالیه افتخار آفرین لژیون انتخاب شد.

### جایزه آرورا برای بیداری بشریت
او در صومعه ارامنه در جزیره سان لازارو در ونیز، ایتالیا، در ۱۰ اکتبر ۲۰۲۱، جایزه شفق قطبی را برای بیداری بشریت دریافت کرد.

### جایزه سازمان ملل متحد در زمینه حقوق بشر
لوسنج همچنین در بینبرندگان جایزه سال ۲۰۲۳ سازمان ملل متحد در زمینه حقوق بشر بود.